# Johann Ernst Hartmann
Johann Ernst Joseph Hartmann (ur. 24 grudnia 1726 w Głogowie, zm. 21 października 1793 w Kopenhadze) – duński kompozytor i skrzypek pochodzenia niemieckiego.

## Życiorys
Uczył się prawdopodobnie w kolegium jezuickim w Głogowie. W latach 1754–1757 grał jako skrzypek w kapeli biskupiej we Wrocławiu. W 1761 roku objął obowiązki kapelmistrza na dworze w Rudolstadt i wkrótce potem na dworze książęcym w Plön. W latach 1762–1764 przebywał w Kopenhadze jako członek orkiestry włoskiej Giuseppe Sartiego, następnie osiadł w tym mieście, zostając członkiem kapeli królewskiej (1766), jej pierwszym skrzypkiem (1767) i koncertmistrzem (1768). Występował jako skrzypek, współpracował też z teatrem królewskim, dla którego pisał singspiele, m.in. Balders død (wyst. 1779) i Fiskene (1780). Wykorzystywał elementy skandynawskiego folkloru muzycznego, odwoływał się do legend i sag. Jego twórczość stała się podstawą dla rozwoju późniejszej romantycznej opery duńskiej. Napisał podręcznik gry na skrzypcach, Violin-Schule (1777, rękopis). Większość rękopisów z kompozycjami Hartmanna spłonęła w pożarze zamku Christiansborg w 1794 roku. Zachowały się 2 kantaty, koncert skrzypcowy, Symfonia D-dur, sonaty triowe.